# Walter Jagucki
Walter Alfred Jagucki (ur. 1942 w Łodzi) – polski i brytyjski duchowny luterański, mieszkający na Wyspach Brytyjskich, biskup senior Kościoła Luterańskiego w Wielkiej Brytanii.

## Życiorys
Walter Jagucki pochodzi z mazurskiej rodziny ewangelickiej, która niegdyś mieszkała na pograniczu Prus i Suwalszczyzny w okolicach Wiżajn. Jest synem seniora diecezji mazurskiej KEA, Alfreda Jaguckiego i starszym bratem biskupa KEA, Janusza Jaguckiego. Ukończył studia teologiczne na Chrześcijańskiej Akademii Teologicznej w Warszawie.
20 września 1964 roku został ordynowany w Warszawie przez zwierzchnika Kościoła Ewangelicko-Augsburskiego w Polsce, Andrzeja Wantułę. Następnie został wysłany do pracy duszpasterskiej wśród Polonii w Wielkiej Brytanii. Miał tam być tymczasowo. W trakcie pobytu na Wyspach Brytyjskich przeszedł jednak pod jurysdykcję Polskiego Kościoła Ewangelicko-Augsburskiego na Obczyźnie, a następnie do Kościoła Luterańskiego w Wielkiej Brytanii i został na stałe w Anglii.
Pełni posługę pastora parafii św. Łukasza w Leeds i parafii św. Mateusza w Bradford. Sprawuje opiekę duszpasterską nad polskojęzycznymi luteranami w: Bradford, Leeds, Manchesterze i Edynburgu.
W 2000 roku został wybrany na pierwszego biskupa Kościoła Luterańskiego w Wielkiej Brytanii (LCiGB). 27 maja 2000 roku otrzymał sakrę z rąk ordynariusza szwedzkiej diecezji Linköping, Martina Linda. Współkonstruktorami podczas ceremonii instalacji byli biskupi Jan Szarek z Kościoła Ewangelicko-Augsburskiego w RP i Floyd Schoenhals z Kościoła Ewangelicko-Luterańskiego w Ameryce. Walter Jagucki sprawował swój urząd do 2009 roku. Ponownie pełnił obowiązki biskupa LCiGB w latach 2012-2014.